# Nymphargus ruizi
Nymphargus ruizi är en groddjursart som först beskrevs av Lynch 1993.  Nymphargus ruizi ingår i släktet Nymphargus och familjen glasgrodor. IUCN kategoriserar arten globalt som sårbar. Inga underarter finns listade i Catalogue of Life.